# 土地利用

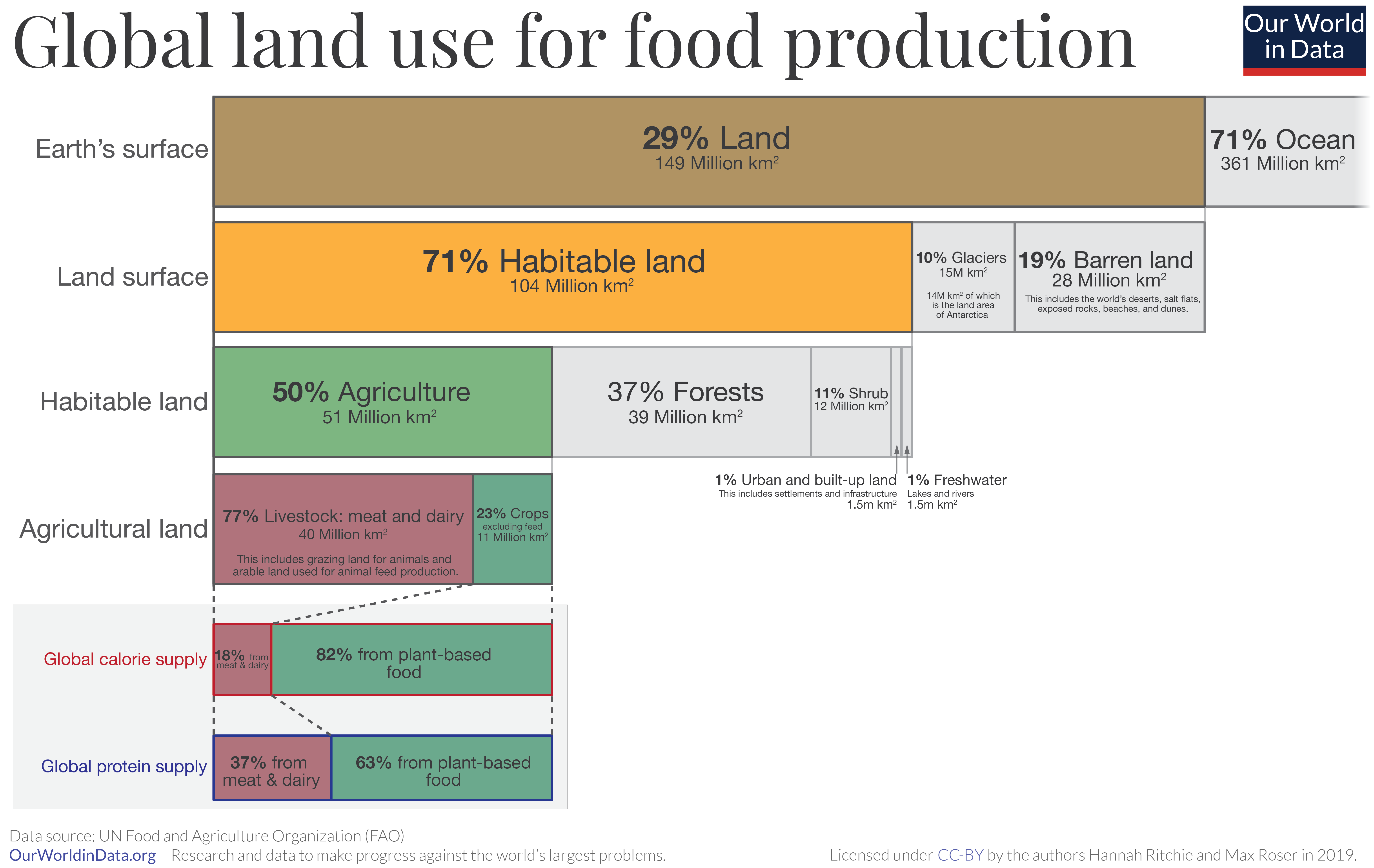
全球农业用地分布

土地利用涉及将自然环境或荒野管理和改造为建成环境，如人类聚居地和半自然栖息地（包括耕地、放牧場和人工管理的森林）。人类对土地的利用历史悠久，最早出现于一万多年前。土地利用的定义为“人们与土地和陆地生态系统相互作用的目的与活动”，或者“人们在某种土地类型上进行的安排、活动和投入的总和”。土地利用是全球环境变化的最重要驱动因素之一。

## 法规管制

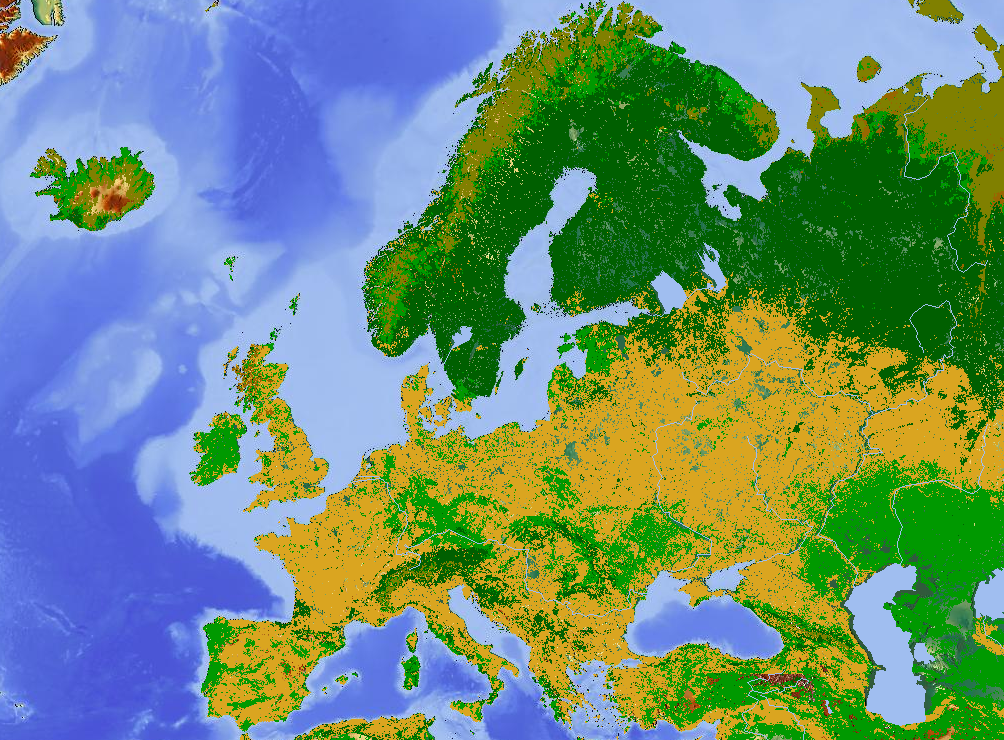
欧洲土地利用图——主要的非自然土地利用包括耕地（黄色）和牧场（浅绿色）。

世界各地的土地利用实践有巨大差异。联合国粮食及农业组织水资源发展司解释说：“土地利用涉及通过对土地的使用获得的产品和/或利益，以及人类为生产这些产品和利益而进行的土地管理行动（活动）。”截至1990年代初，地球上约13%的土地是耕地，26%为牧场，32%为森林和林地，1.5%为城市地区。土地变化模型可用于预测和评估土地利用的未来变化。
Albert Guttenberg（1959）认为，“土地利用”是城市规划语言中的一个关键术语。通常，各个行政辖区会进行土地利用规划，规范土地使用，避免土地利用冲突。土地利用规划通过划分地块并制定使用条例（如土地使用分區相關條例）来实施。一些管理咨询公司和非政府组织常会在相关法规编纂前寻求施加影响。

### 美国

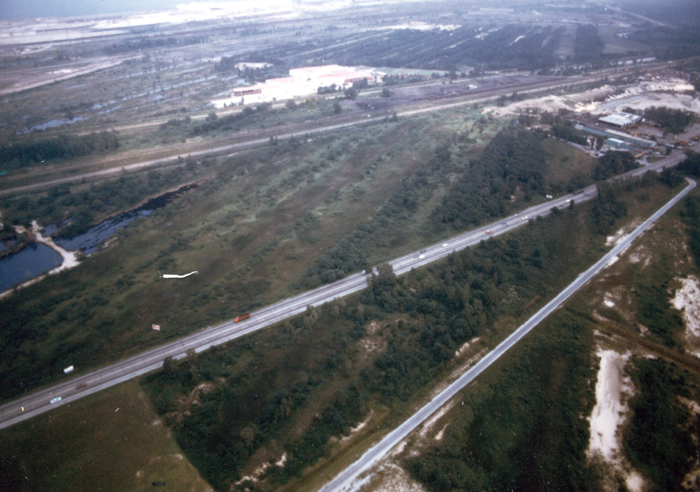
印第安納沙丘國家公園附近的多条道路导致生境破碎化。

美洲殖民地最初少有关于土地使用的规定。随着社会从农村向城市转型，公共土地的管制变得重要，特别是对于试图控制其管辖范围内的工业、商业和住房的市政府而言。美国的第一个区划（zoning）条例于1916年在纽约市通过， 到1930年代，多数州都通过了区划法。1970年代，对环境和历史保护的担忧使监管得到进一步强化。
目前，联邦、州和地方政府通过成文法规范用地增长和开发。然而，美国对土地的大部分控制来自私人开发商和个人的行为。此类私人实体出现在法院系统中有三种典型情况：一户提起对其邻居诉讼；公职人员代表公众，对邻近的土地所有者提起诉讼；以及涉及集体共享某块土地所有权的诉讼。在这些情况下，司法裁决和私人土地使用部署的执行可以强化公共监管，并实现区划法规无法实现的控制形式和水平。目前，许多公众日益担心土地使用监管直接导致美国的居住隔离。
过去的半个世纪中，美国通过了两项主要的联邦法律，显著限制了土地的利用，它们是《1966年国家历史保护法案》（现包含于16 U.S.C. 461及其下文）和《1969年国家环境政策法案》（42 U.S.C. 4321及其下文）。
美国农业部确定了美国的六种主要土地利用类型。2017年美國本土48州各种土地利用类型的面积统计如下：
| 用途        | 面积（百万英亩） | 百万km2 | 占比% |
| ----------- | ---------------- | ------- | ----- |
| 放牧場/牧地 | 654              | 2.647   | 35    |
| 森林        | 538.6            | 2.18    | 28    |
| 农田        | 391.5            | 1.584   | 21    |
| 特殊用途*   | 168.8            | 0.683   | 9     |
| 杂项*       | 68.9             | 0.279   | 4     |
| 城市        | 69.4             | 0.281   | 4     |
| 总和**      | 1,891            | 7.653   | 100   |

- * 特殊用途区域包括国家公园（2900万英亩）和州立公园（1500万）、野生动物保护区（6440万）、高速公路（2100万）、铁路（300万）、军事基地（2500万）、机场（300万）和其他一些项目。杂项包括墓地、高尔夫球场、沼泽、沙漠和其他“低经济价值”的地区。
- ** 美国国土总面积为910万平方公里，但此处列出的总面积仅包括本土48州，不含阿拉斯加等。

### 城市增长边界
城市增长边界是土地用途管制的一种形式。例如，美国俄勒冈州波特兰市的城市增长边界必须包含至少20,000英畝（81平方）的空地。此外，俄勒冈州限制农田的开垦。这些规定虽有争议，但一项经济分析得出结论，其农田与其他土地都有所升值。

## 环境
| 类别     | 养殖动物产品占比[%] |
| -------- | ------------------- |
| 卡路里   | 18                  |
| 蛋白质   | 37                  |
| 土地使用 | 83                  |
| 温室气体 | 58                  |
| 水污染   | 57                  |
| 空氣污染 | 56                  |
| 水足迹   | 33                  |

| 食物种类 | 用地（m2每年每100 g蛋白质） |
| -------- | --------------------------- |
| 羊肉     | 185                         |
| 牛肉     | 164                         |
| 乾酪     | 41                          |
| 豬肉     | 11                          |
| 家禽     | 7.1                         |
| 蛋类     | 5.7                         |
| 水產     | 3.7                         |
| 花生     | 3.5                         |
| 豌豆     | 3.4                         |
| 豆腐     | 2.2                         |

土地利用和土地管理实践对包括水、土壤、养分、植物和动物在内的自然资源都有重要影响。土地利用信息可用于为盐度和水質等自然资源管理问题制定解决方案。例如，森林被砍伐或遭受侵蚀的地区的水体与有森林覆盖地区的水质不同。森林園藝作为一种以植物为基础的粮食生产系统，被视为世界上最古老的土地利用形式。
自1750年以来，土地利用对土地覆盖的主要影响是温带地区的森林砍伐。最近土地利用的显着影响包括城市蔓延、土壤侵蝕、土壤退化、盐碱化和荒漠化。土地利用变化以及化石燃料的使用是二氧化碳（一种主要的温室气体）主要的人为来源。

根据联合国粮食及农业组织的一份报告，如果没有任何土地利用规划，或其不能有序执行，或存在导致土地退化的财政或法律激励措施，就会导致土地退化加剧。错误的用地决策，或单方面的自上而下计划，会导致土地资源的過度開發——例如无视环境代价的生产方式。其结果往往会导致当地大量人口蒙受损失，重要的栖息地和生态系统遭受破坏。